# 노매드 (2005년 영화)
《노매드》(Nomad)는 카자흐스탄에서 제작된 이반 패저 감독의 2005년 드라마, 전쟁 영화이다. 쿠노 벡커 등이 주연으로 출연하였고 램 버그만 등이 제작에 참여하였다. 2007년 3월 16일 북아메리카에서 개봉되었으며 배급은 와인스틴 컴퍼니가 맡았다. 이 영화는 카자흐스탄의 제79회 아카데미상의 외국어 부문의 공식 출품작이다.

## 출연

### 주연
- 쿠노 벡커
- 제이 헤르난데즈
- 제이슨 스콧 리
- 딜나즈 아크마디에바
- 마크 다카스코스

### 조연
- 아지스 베이시낼리브
- 아야낫 크센바이
- 테르미르칸 투르싱가리에브
- 바이링
- 스티브 브럼
- 리처드 엡카
- 데이빗 고어
- 에이프릴 홍
- 수잔 켈러만
- 폴 나코치
- 커크 쏜튼
- 아맨 재직

## 기타
- 프로듀서: 얀 피셔 로마노프스키
- 협력프로듀서: 데이빗 포미에
- 미술: 밀리언 크레카 클라조빅
- 의상: 마릿 알렌
- 의상: 마이클 오코너
- 배역: 조시 발라버드

## 같이 보기
- 십전무공
- 준가르
- 카자흐 칸국